# Assyrische kunst
De Assyrische kunst is de kunst die gemaakt werd door de Assyriërs, een volk dat leefde op de oevers van de Tigris.

## Babylonische invloed
In Babylonië leidde een overvloed aan klei - en een tekort aan steen - tot veelvuldig gebruik van lemen stenen. Babylonische tempels waren massieve bouwwerken van ruwe 'steen', ondersteund door pilaren. De regen werd afgevoerd via afwateringssystemen. 

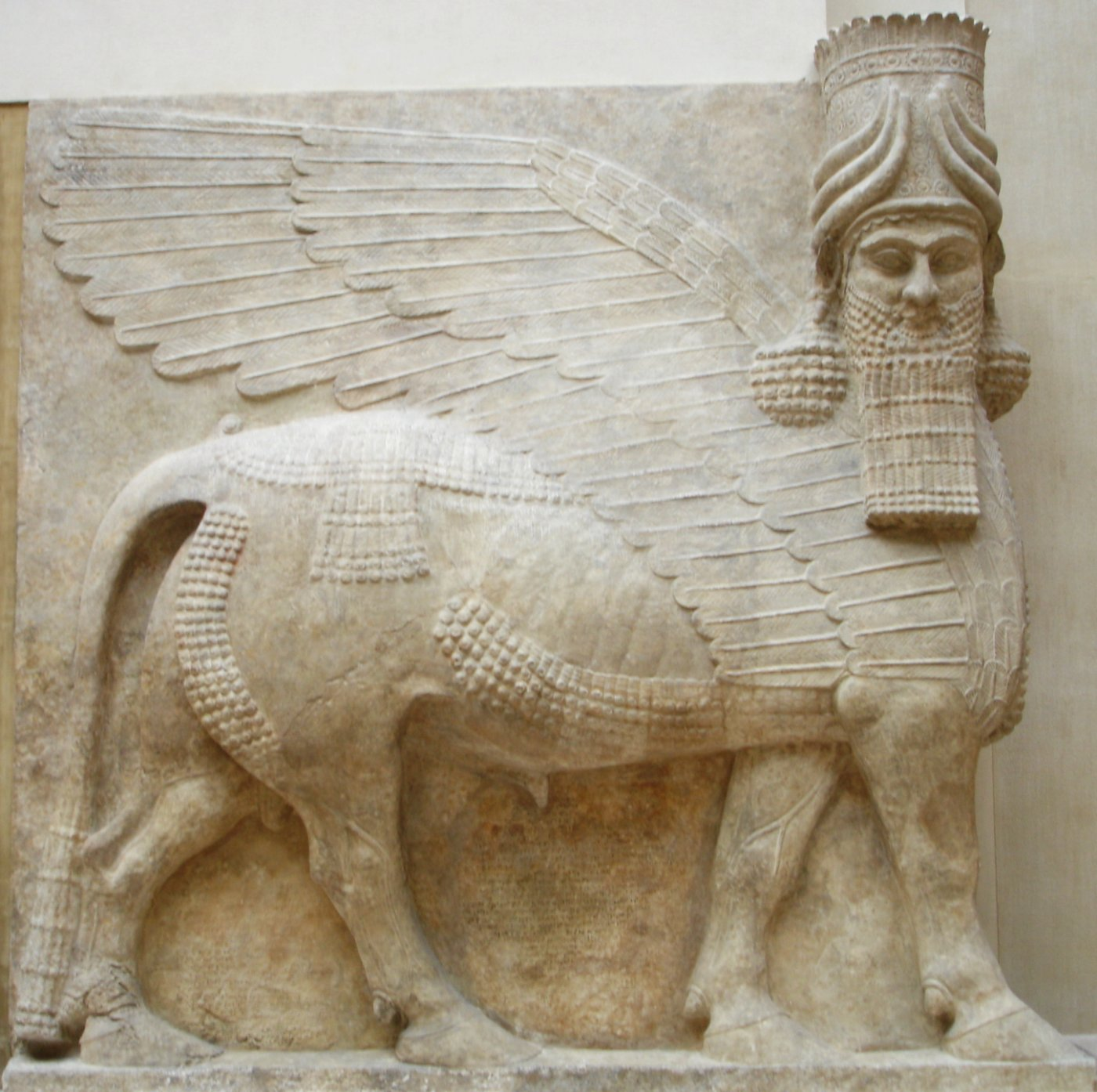
Een Assyrische gevleugelde stier, bas-reliëf, ca. 713-716 v.Chr.

Het gebruik van baksteen leidde weer tot de vroege ontwikkeling van de zuilen, fresco's en geëmailleerde tegels. De muren werden prachtig gekleurd en soms werden ze bekleed met zink of goud, net zoals de tegels. Geverfde terracotta houders voor fakkels werden ook vastgezet in het pleisterwerk.
De Assyriërs bouwden net zoals de Babyloniërs hun paleizen en tempels van baksteen, hoewel steen het natuurlijke bouwmateriaal was van het land: hard nodig in de moerassige bodem van Babylonië, slechts weinig gebruikt in het noorden.
Tijdens de oorlog in Irak zijn er veel kunstwerken, waaronder die van de antieke Assyriërs, verwoest door de islamitische terreurbeweging IS. Als reden werd gegeven dat de kunstwerken zich schuldig maakten aan afgoderij.